# Parafia wojskowa św. Macieja Apostoła w Kołobrzegu
Parafia wojskowa pw. św. Macieja Apostoła w Kołobrzegu – rzymskokatolicka parafia wojskowa, należąca do dekanatu Marynarki Wojennej, Ordynariatu Połowego Wojska Polskiego. Siedziba parafii mieści się przy ulicy św. Macieja w Kołobrzegu. Erygowana 1 sierpnia 1993. Obsługiwana jest przez księży kapelanów.